# ذباب الخنجر
ذباب الخنجر أو ذباب النفيخات أو الذباب الراقص (الاسم العلمي: Empididae)، فصيلة حشرات مفترسة من رتبة ذوات الجناحين. تضم أكثر 3000 نوع الموصوفة، توجد في جميع النطاقات البيئية وخاصةً (أغلبها) في مواطن القارة الشمالية.